# Mountelgonia thikaensis
Mountelgonia thikaensis – gatunek motyli z podrzędu Glossata i rodziny Metarbelidae.
Gatunek ten opisany został w 2013 roku przez Ingo Lehmanna na podstawie pojedynczego samca, odłowionego w 1950 roku.
Motyl o jasnożółtobrązowych: głowie, głaszczkach wargowych, patagiach i tegulach oraz brązowych, czarno nakrapianych oczach. Przednie skrzydła mają długość 9,5 mm, barwę wierzchu jasnożółtobrązową z gliniastymi żyłkami i brzegiem przednim oraz białożółtymi i glinistymi rzęskami, barwę spodu zaś białawożółtą. Wierzch skrzydeł tylnych jest białawożółty z nieco ciemniejszymi żyłkami. Odwłok jasnożółtobrązowo-białawożółty. Narządy rozrodcze samca odznaczają się unkusem o dość spiczastych płatkach, które są wykrojone na 70% szerokości, walwami wielokątnymi i nieco wydłużonymi oraz sakulusem gęsto oszczecinionym.
Owad znany z tylko z miasta Thika w Kenii.